# Dasyscyphella
Dasyscyphella Tranzschel (kieliszniczka) – rodzaj grzybów z rodziny Lachnaceae.

## Systematyka i nazewnictwo
Pozycja w klasyfikacji według Index Fungorum:
Lachnaceae, Helotiales, Leotiomycetidae, Leotiomycetes, Pezizomycotina, Ascomycota, Fungi.
Takson utworzył Woldemar Tranzschel w 1898 roku. Jego gatunkiem typowym jest Dasyscyphella cassandrae Tranzschel. W 2025 r. Komisja ds. Polskiego Nazewnictwa Grzybów Polskiego Towarzystwa Mykologicznego zarekomendowała dla rodzaju Dasyscyphella nazwę kieliszniczka.
Gatunki występujące w Polsce:
- Dasyscyphella dryina (P. Karst.) Raitv. 1970[3]
- Dasyscyphella montana Raitv. 1977[4]
- Dasyscyphella nivea (R. Hedw.) Raitv. 1970[3] – kieliszniczka śnieżnobiała

Nazwy naukowe na podstawie Index Fungorum. Wykaz gatunków według M.A. Chmiel i innych.